# U-89 (1941)
| U-89 | U-89 | U-89 |
| --- | --- | --- |
| | | |
| | | |
| | | |
| Верф | Bremer Vulkan, Бремен | Bremer Vulkan, Бремен |
| Під прапором                                                                                                | Третій рейх | Третій рейх |
| Спуск на воду                                                                                               | 20 вересня 1941 року | 20 вересня 1941 року |
| Виведений зі складу флоту                                                                                   | 12 травня 1943 року | 12 травня 1943 року |
| Сучасний статус                                                                                             | затоплений | затоплений |
| Бойовий досвід                                                                                              | Друга світова війна Битва за Атлантику                                                                                               | Друга світова війна Битва за Атлантику                                                                                               |
| Проєкт | | |
| Тип ПЧ | середній торпедний ДПЧ | середній торпедний ДПЧ |
| Вартість | 4 714 000 ℛℳ | 4 714 000 ℛℳ |
| Основні характеристики                                                                                      | | |
| Швидкість (надводна)                                                                                        | 17,7 вузла (32,8 км/год) | 17,7 вузла (32,8 км/год) |
| Швидкість (підводна)                                                                                        | 7,6 вузла (14,1 км/год) | 7,6 вузла (14,1 км/год) |
| Робоча глибина занурення                                                                                    | 230 м | 230 м |
| Гранична глибина занурення                                                                                  | 250—295 м | 250—295 м |
| Дальність плавання                                                                                          | 80 миль (150 км) на швидкості 4 вузли (в підводному положенні) 8500 миль (15 700 км) на швидкості 10 вузлів (у надводному положенні) | 80 миль (150 км) на швидкості 4 вузли (в підводному положенні) 8500 миль (15 700 км) на швидкості 10 вузлів (у надводному положенні) |
| Екіпаж | 44—52 особи | 44—52 особи |
| Розміри | | |
| Довжина найбільша (по КВЛ)                                                                                  | 67,1 м | 67,1 м |
| Ширина корпусу найб.                                                                                        | 6,2 м | 6,2 м |
| Висота | 9,6 м | 9,6 м |
| Середня осадка (по КВЛ)                                                                                     | 4,74 м | 4,74 м |
| Водотоннажність надводна                                                                                    | 769 т | 769 т |
| Силова установка                                                                                            | | |
| дизель-електрична; 2 дизельних двигуни MAN M 6 V 40/46, 2 електродвигуни Siemens-Schuckertwerke GU 343/38-8 | | |
| Гвинти | 2 | 2 |
| Потужність                                                                                                  | 2 × 2100—2310 к.с. (дизелі) 2 × 750 к.с. (електродвигуни)                                                                            | 2 × 2100—2310 к.с. (дизелі) 2 × 750 к.с. (електродвигуни)                                                                            |
| Озброєння                                                                                                   | | |
| Артилерія                                                                                                   | 1 × 88-мм палубна гармата SK C/35 | 1 × 88-мм палубна гармата SK C/35 |
| Торпедно- мінне озброєння                                                                                   | 4 носових і один кормовий ТА 14 торпед та 26 мін TMA                                                                                 | 4 носових і один кормовий ТА 14 торпед та 26 мін TMA                                                                                 |
| ППО | 1 × 37-мм зенітна гармата Flak M42 2 × 20-мм зенітні гармати FlaK 30                                                                 | 1 × 37-мм зенітна гармата Flak M42 2 × 20-мм зенітні гармати FlaK 30                                                                 |

U-89 — німецький підводний човен типу VIIC, часів Другої світової війни.
Замовлення на будівництво човна було віддане 25 січня 1939 року. Човен був закладений на верфі суднобудівної компанії «Flender Werke AG» у місті Любек 20 серпня 1940 року під заводським номером 293, спущений на воду 20 вересня 1941 року, 19 листопада 1941 року увійшов до складу 8-ї флотилії. Також за час служби входив до складу 9-ї флотилії. Єдиним командиром човна був капітан-лейтенант Дітріх Ломанн.
Човен зробив 5 бойових походів, в яких потопив 4 (загальна водотоннажність 13 815 брт) судна.
Потоплений 12 травня 1943 року в Північній Атлантиці північніше Азорських островів (46°30′ пн. ш. 25°40′ зх. д. / 46.500° пн. ш. 25.667° зх. д.) глибинними бомбами «Свордфіша» з борту британського ескортного авіаносця «Бітер» та британських кораблів «Бродвей» та «Лаган». Всі 48 членів екіпажу загинули.

## Потоплені та пошкоджені кораблі[3]
| Назва      | Тип                | Належність      | Дата             | Тоннаж (БРТ) | Вантаж                                            | Статус    | Місце                                                       |
| Lucille M. | риболовне судно    | Канада          | 25 липня 1942    | 54           |                                                   | потоплено | 42°02′ пн. ш. 65°38′ зх. д. / 42.033° пн. ш. 65.633° зх. д. |
| Jeypore    | суховантажне судно | Велика Британія | 3 листопада 1942 | 5 318        | 6 200 т генеральних вантажів включно з вибухівкою | потоплено | 55°30′ пн. ш. 40°16′ зх. д. / 55.500° пн. ш. 40.267° зх. д. |
| Daleby     | суховантажне судно | Велика Британія | 4 листопада 1942 | 4 640        | 8 500 т зерна, танки та запчастини до моторів     | потоплено | 57°24′ пн. ш. 35°54′ зх. д. / 57.400° пн. ш. 35.900° зх. д. |
| Laconikos  | суховантажне судно | Греція          | 7 травня 1943    | 3 803        | 5 200 т марганцевої руди                          | потоплено | 41°40′ пн. ш. 18°13′ зх. д. / 41.667° пн. ш. 18.217° зх. д. |